# Daniel Salvenmoser
Daniel Salvenmoser (* 2. August 1988 in Kitzbühel) ist ein ehemaliger österreichischer Biathlet.
Daniel Salvenmoser lebt in Walchsee und dient als Zeit-Sportsoldat beim österreichischen Bundesheer. Seit 2003 gehörte er den Nationalkadern Österreichs an. Er startete für den LLC Walchsee und wurde von Reinhard Gösweiner trainiert. Er nahm erstmals 2006 in Presque Isle an den Juniorenweltmeisterschaften im Biathlon teil und wurde 34. des Einzels, Neunter des Sprints und Zwölfter der Verfolgung. Mit Sven Grossegger und Dominik Landertinger gewann er hinter Russland zudem Staffel-Silber. Seit der Saison 2006/07 nahm der Österreicher auch an Wettkämpfen des Europacups der Junioren teil und gewann 2008 in Osrblie ein Verfolgungsrennen. Nächstes Großereignis wurden die Juniorenweltmeisterschaften 2007 in Martell. Es wurden seine erfolgreichsten internationalen Juniorenmeisterschaften. Schlechtestes Resultat war ein sechster Rang im Einzel, im Sprint wurde er Vierter und verpasste dabei um nicht einmal sieben Sekunden hinter Florian Graf eine Bronzemedaille. Im Verfolgungsrennen verschlechterte sich Salvenmoser um einen Rang und wurde Fünfter. Das Staffelrennen gewann er mit Benjamin Riedlsperger und Landertinger. Nicht ganz so herausragend waren die Resultate 2008 in Ruhpolding. Der Österreicher kam auf einen 27. Rang im Einzel, wurde 28. im Sprint, 19. der Verfolgung und verpasste mit Mario Drescher, Grossegger und Landertinger als Viertplatzierter eine weitere Staffelmedaille. Nur wenig später nahm er zum einzigen Mal an Juniorenrennen der Biathlon-Europameisterschaften teil. Hier waren die Ergebnisse weitaus besser als bei der Junioren-WM. Salvenmoser wurde Dritter des Einzels, musste sich im Sprint nur Anton Schipulin geschlagen geben und gewann mit der Staffel in WM-Besetzung auch Staffelsilber. Einzig als Sechster der Verfolgung verpasste er eine Medaille. Zum vierten und letzten Mal nahm er in Canmore an Juniorenweltmeisterschaften teil und lief auf die Plätze sechs im Einzel und 37 in der Verfolgung.
In der Saison 2008/09 startete Salvenmoser bei seinen ersten Rennen im Rahmen des IBU-Cups in Obertilliach und gewann als 23. des Einzels und 19. des Sprints gleich erste Punkte. Nur kurz darauf erreichte er als Zehnter eines Sprints in Martell erstmals die Top Ten. Zum Auftakt der Saison 2009/10 wurde er bei einem Sprint in Idre Siebter; es war bislang seine beste Platzierung in der zweithöchsten internationalen Rennserie des Biathlonsports. Erstes Großereignis im Leistungsbereich wurden die Biathlon-Europameisterschaften 2010 in Otepää. Salvenmoser kam im Einzel und Sprint zum Einsatz und belegte die Plätze 57 und 63. Bei den Österreichischen Meisterschaften 2010 gewann er in Hochfilzen mit Alexander Nuss und Friedrich Pinter als Vertretung Tirols die Silbermedaille im Staffelrennen. Ein Jahr später gewann die Staffel in derselben Besetzung die Goldmedaille.